# 岸城神社
岸城神社（きしきじんじゃ）は、大阪府岸和田市岸城町にある神社。旧社格は郷社。岸和田城の東に所在し、岸和田だんじり祭の宮入りで知られる。

## 祭神
- 天照皇大神（元・岸和田村の産土神）[2]
- 素戔嗚尊（牛頭天王）
- 品陀別命（八幡大菩薩）

## 歴史
そもそも当地では、伊勢神宮より勧請された天照皇大神を祀る神明社があり、現在の宮本町、上町、五軒屋町の産土神として信仰されていた。その後、14世紀の末に岸和田城が築城されると、京都の祇園感神院（現・八坂神社）から牛頭天王（素戔嗚尊）を勧請して神明社とは別に牛頭天王社も建立され、祀られるようになった。また、岸和田庄が石清水八幡宮領となった際には八幡神が勧請され、八幡宮も建立された。
天正13年（1585年）に豊臣秀吉の叔父で家臣の小出秀政が岸和田城主となり、慶長年間（1596年 - 1615年）に岸和田城を大改修する事となった。その際に、秀政は現在当社がある地に付近にあった牛頭天王社と八幡宮を移して合祀し、「御宮」を建立した。また、境内には神宮寺として日光寺も建立された。
寛文6年（1666年）には岸和田城の城郭拡大に伴い、神明社の付近に新たに城門が作られた。それにより門の名は神明門とされ、神明社は天照太神小社とも称されて親しまれた。
1868年（明治元年）に神仏分離が行われると日光寺は廃寺とされ、「御宮」は岸城神社へと改称された。また、同年に神明社も当社境内へと移された。
2008年（平成20年）の本殿改修時、神明社の祭神・天照皇大神は本殿に合祀された。
当社は9月の例大祭に関連した岸和田だんじり祭で知られる他、岸和田城が千亀利城（ちきりじょう）と呼ばれていたのに因んで、縁結びの神（ちぎりのかみ）としての信仰も集めている。

## 境内
- 本殿[4]

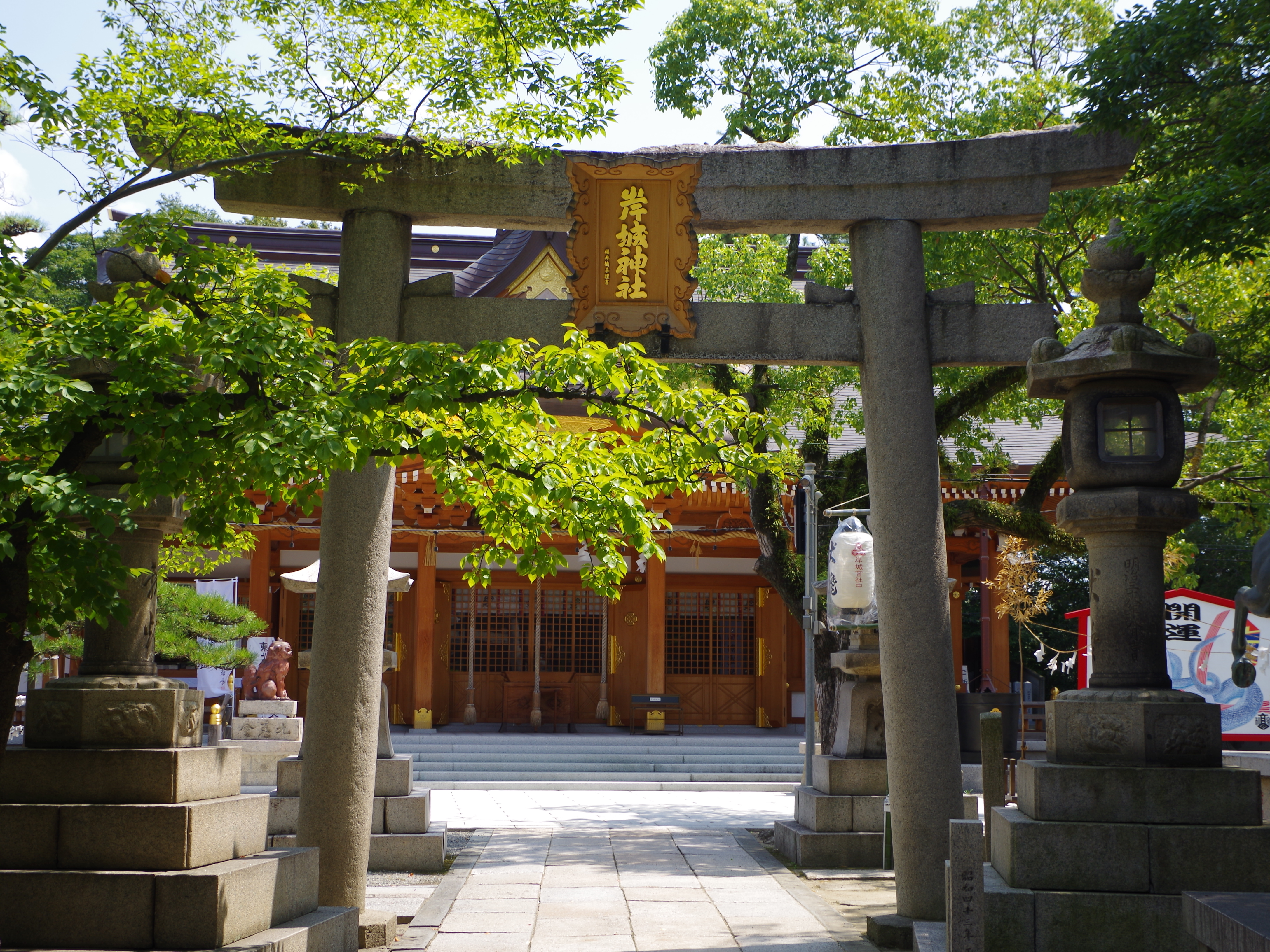
二の鳥居（内鳥居）

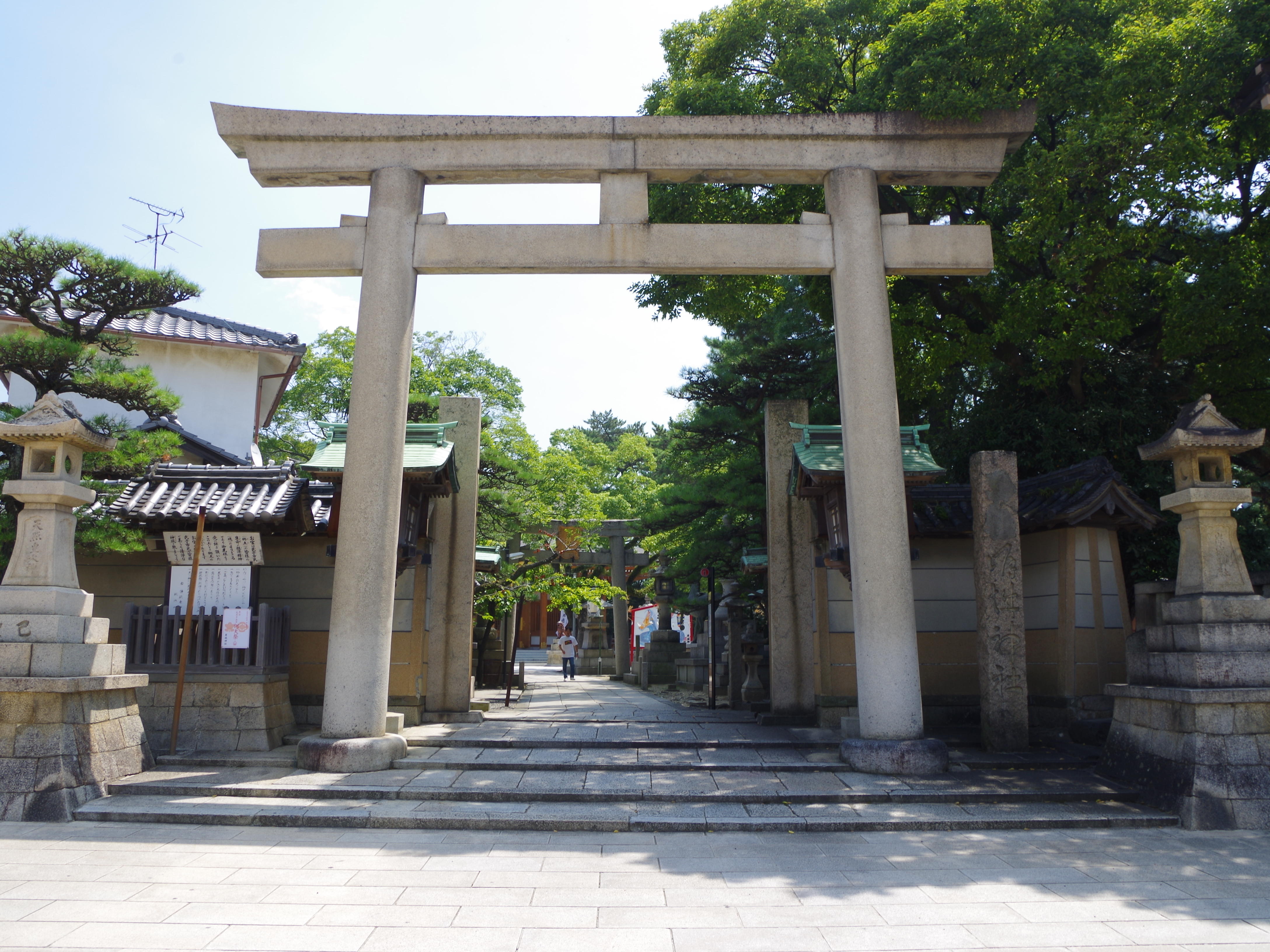
一の鳥居（外鳥居）

- 拝殿 - 拝殿の前にある狛犬は関西では珍しい備前焼での作である。
- 絵馬殿
- 社務所「千亀利殿」 - 2020年（令和2年）10月再建。
- 神楽殿
- 神宮遥拝所

### 摂末社
- 岸和田戎神社 - 祭神：蛭子神、事代主神。岸和田戎殿とも呼ばれる。
- 稲荷神社 - 祭神：倉稲魂神
- 七間社
  - 住吉神社（祭神：上筒之男命・中筒之男命・底筒之男命・息長帯姫命）
  - 琴平神社（祭神：手力男命・大物主命・天神地祇・大国主神・八重事代主命）
  - 春日神社（祭神：建御雷命・布都主命・天児屋根命・比咩大神）
  - 菅原神社（祭神：菅原道真公）
  - 日吉神社（祭神：大山咋神）
  - 愛宕神社（祭神：迦具土神）
  - 厳島神社（祭神：市杵島姫命）

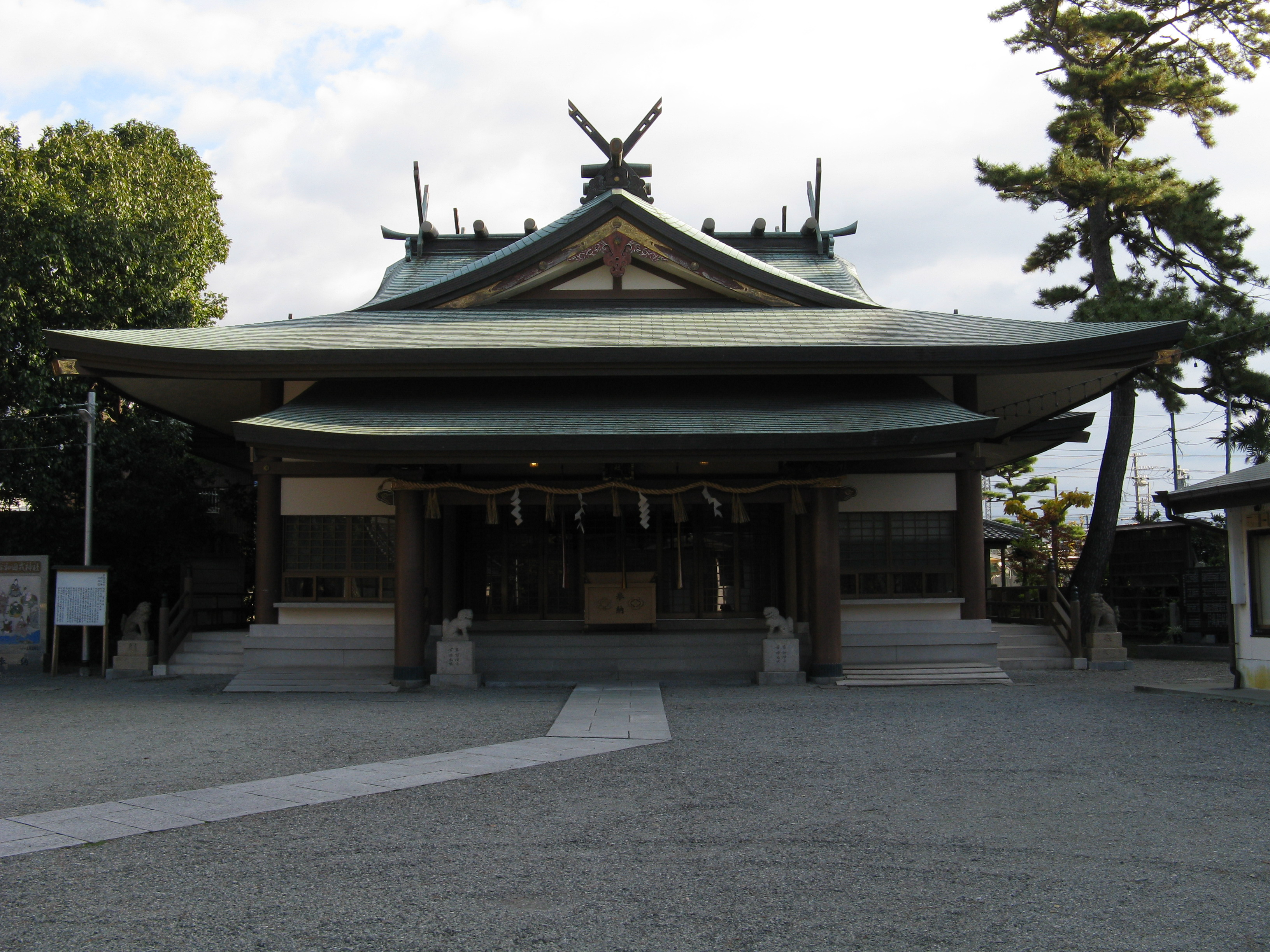
岸和田戎神社
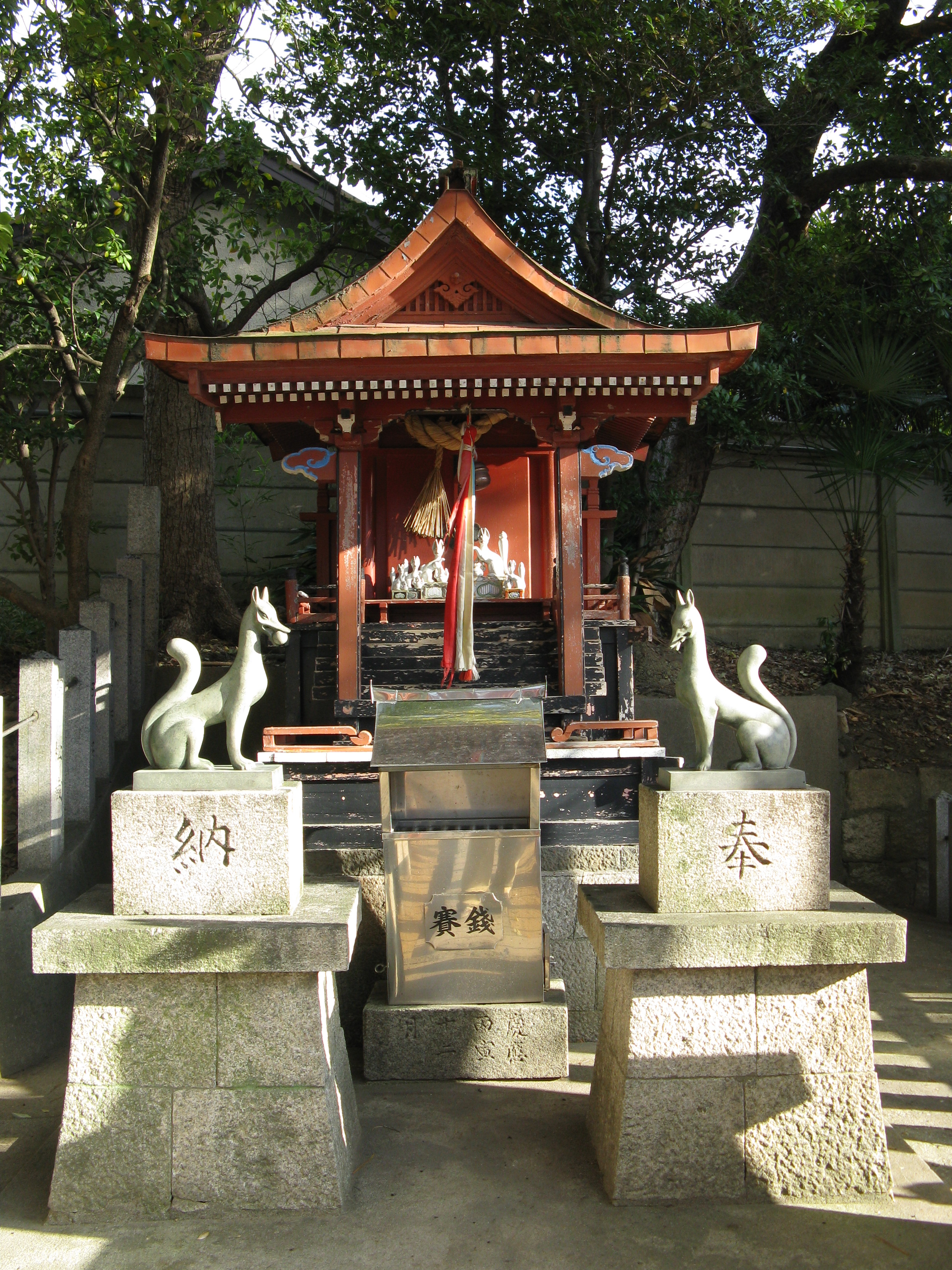
稲荷神社
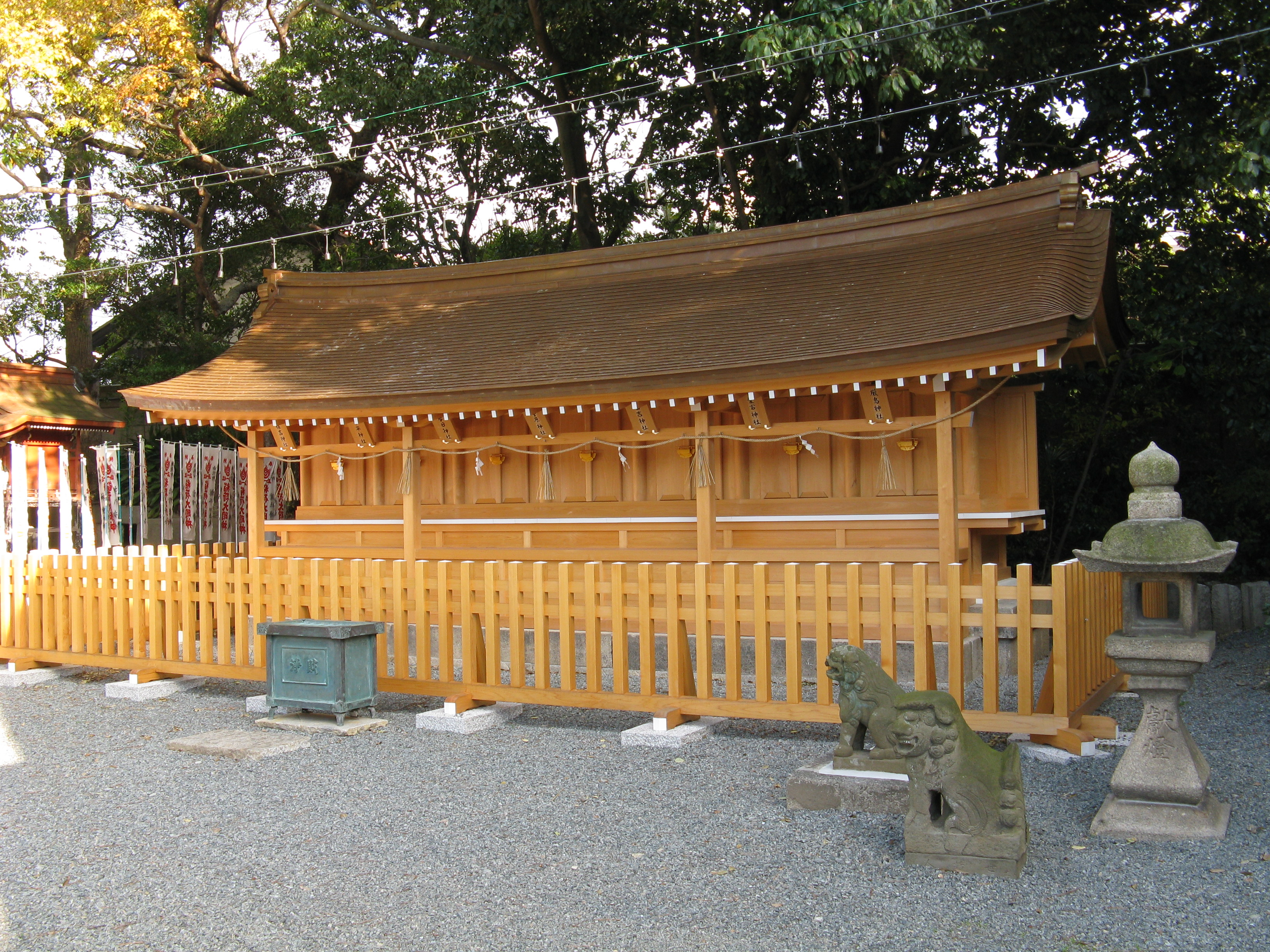
七間社

## 祭事

### 毎月
- 1日：月始祭、住吉神社・月並祭
- 10日：岸和田戎神社・月並祭、琴平神社・月並祭
- 13日：月次祭、春日神社・月並祭
- 14日：日吉神社・月並祭
- 17日：厳島神社・月並祭
- 25日：菅原神社・月並祭
- 28日：愛宕神社・月並祭
- 午の日：稲荷神社・月並祭

### 年間
- 1月
  - 1日：歳旦祭
  - 2日：新年祭
  - 3日：元始祭
  - 9日 - 11日：岸和田戎神社・十日戎大祭
  - 18日 - 19日：厄除勝運祈願大祭（ちぬ輪くぐり）
  - 27日 - 28日：荒神祭（愛宕神社）
- 2月
  - 2日 - 3日：節分祭
  - 11日：建国記念祭
  - 17日：祈年祭
- 4月
  - 二ノ午日：稲荷祭（稲荷神社）
- 6月
  - 30日：夏越大祓式、鎮火祭（愛宕神社）
- 7月
  - 15日：夏宮祭献湯式
- 9月
  - 14日 - 15日：例大祭
  - 敬老の日（第3月曜日）直前の土日：岸和田だんじり祭
- 11月
  - 15日：七五三祝祭
  - 23日：新嘗祭
- 12月
  - 13日：冬宮祭献湯式
  - 31日：年末大祓式、鎮火祭（愛宕神社）

## 文化財

### 重要文化財
- 刀 無銘 伝一文字作 - 鎌倉時代。大阪歴史博物館寄託。